# Gymnura poecilura
Gymnura poecilura is een vissensoort uit de familie van de vlinderroggen (Gymnuridae). De wetenschappelijke naam van de soort is voor het eerst geldig gepubliceerd in 1804 door Shaw.